# 单叶异木患
单叶异木患（学名：Allophylus repandifolius），为无患子科异木患属下的一个植物种。
属中国特有物种，仅见于海南岛万宁县兴隆附近。生海拔约400米的山坑林中，单叶异木患在《中国植物志》中被标注为"罕见"，其狭窄的分布区域和有限种群数量使其成为需要关注的植物类群。